# Labeatis
Labeatis (en llatí Labeatis Lacus) era un llac de la Il·líria romana situat al nord de Shkodër ciutat que era la capital del poble il·liri anomenat labeates, segons Titus Livi. També en parla Plini el Vell a la Naturalis Historia.
Posteriorment es va anomenar llac de Scutari i modernament el llac de Shkodër. Era conegut per la gran quantitat de peix que s'hi trobava, especialment de l'espècie Cyprinus. Els rius de la regió de Montenegro venien a parar a aquest llac que estava comunicat amb el mar pel riu Barbana.